# Тейлор, Фил (футболист)
Филипп Генри Тейлор (англ. Philip Henry Taylor; 18 сентября 1917, Бристоль — 1 декабря 2012, Бедфордшир, Восточная Англия) — английский футболист и футбольный тренер, играл на позиции полузащитника.

## Биография

### Игровая карьера
Тейлор начинал карьеру в «Бристоль Роверс» и в марте 1936 года перешёл в «Ливерпуль». Дебютировал за «красных» в Первом дивизионе 26 марта 1936 года в матче с «Дерби Каунти», который закончился со счётом 2:2. В своём первом сезоне за «Ливерпуль» Тейлор сыграл семь матчей и забил один гол.
Во время Второй мировой войны чемпионат не проводился и возобновился только в 1946 году. В том сезоне «Ливерпуль» завоевал чемпионский титул, а Тейлор был основным игроком, сыграв 35 матчей в чемпионате. В последующие годы Тейлор стал основным игроком «красных» и в качестве капитана играл в финале Кубка Англии 1950 года, в котором «Ливерпуль» проиграл «Арсеналу» со счётом 2:0. Всего за «Ливерпуль» сыграл в Футбольной лиге 314 матчей.
За сборную Англии сыграл 3 матча и не отметился забитыми мячами.

### Тренерская карьера
С 1953 по 1956 год работал главным тренером «Ливерпуля».

### Смерть
Скончался 1 декабря 2012 года в возрасте 95 лет. Тейлор был старейшим живым среди футболистов, игравших за сборную Англии и одним из последних игроков, игравших до начала Второй мировой войны.

## Достижения
«Ливерпуль»
- Чемпион Англии (1) : 1946/47